# Matthias Nicholls
Matthias Nicoll oder Nicolls (* entweder am 26. März 1626 in Plymouth, England oder im Jahr 1630 in Islip in Northamptonshire ebenfalls in England; † 22. Dezember 1687 in Islip, Provinz New York) war in den Jahren 1672 und 1673 Bürgermeister von New York City.

## Leben
Die Quellenlage über das Geburtsjahr und den Geburtsort von Matthias Nicoll sind widersprüchlich und lassen die oben angegebenen Daten zu. Der Widerspruch lässt sich wohl kaum mehr aufklären. Auch die Schreibweise des Namens variiert gelegentlich zwischen Nicoll und Nicolls. Sicher scheint zu sein, dass er als Sohn eines Geistlichen geboren wurde und später nach einem Jurastudium am Inner Temple als Rechtsanwalt praktizierte. Er kam wahrscheinlich im Jahr 1664 erstmals in die amerikanischen Kolonien, wobei sich auch in diesem Punkt die Quellen nicht einig sind. Er wurde Mitarbeiter von Gouverneur Richard Nicolls und nahm an dessen erfolgreichem Feldzug gegen die holländische Kolonie Nieuw Nederland teil. Dabei fiel auch die Stadt Nieuw Amsterdam in die Hände der Engländer und wurde in New York umbenannt. Ob zwischen Richard Nicolls und Matthias Nicoll ein verwandtschaftliches Verhältnis bestand, ist unter den Historikern umstritten. Einige sehen ein Onkel Neffe Verhältnis und andere schließen eine Verwandtschaft aus. Mangels belastbarer Belege muss auch diese Frage offen bleiben. In der Folge übte Matthias Nicoll einige Richterämter in der Provinz New York aus. Er war auch an der Ausarbeitung der Gesetze für diese Kolonie beteiligt. Bei der Ortschaft Plandome Manor im späteren Nassau County auf Long Island erwarb er einen Landsitz. In den Jahren 1672 und 1673 war er Bürgermeister der Stadt New York. In den Jahren 1683 und 1684 war er unter Gouverneur Thomas Dongan Vorsitzender des kolonialen Parlaments (Speaker of the General Assembly), die innerhalb der christlichen Konfessionen ein Gesetz zur Religionsfreiheit verabschiedete. Nicoll bekleidete zwischen 1664 und 1680, mit Ausnahme der kurzen Zeit während der holländischen Rückeroberung, auch das Amt des Secretary der Provinz of New York und er wurde an das oberste Gericht der Kolonie berufen, wo er als einer von zwei permanenten Richtern amtierte.